# Bashful Brother Oswald
Bashful Brother Oswald (* 26. Dezember 1911 als Beecher Ray Kirby; † 17. Oktober 2002) war ein US-amerikanischer Country-Musiker, der die Resonatorgitarre (Dobro) bekannt machte. Er spielte mit Roy Acuffs Smoky Mountain Boys und war Mitglied der Grand Ole Opry. Er war Instrumentalist auf der Resonatorgitarre, dem Banjo und der Gitarre, sowie Sänger.
Obwohl er nur ein paar Soloaufnahmen veröffentlichte, spielte er auf zahlreichen Platten als Sessionmusiker. Er erscheint auch auf dem Dreifachalbum Will the Circle Be Unbroken der Nitty Gritty Dirt Band von 1972, auf dem diese mit einer Anzahl von traditionellen Country-Musikern spielt.

## Biographie

### Die frühen Jahre
Beecher Ray Kirby wurde im ländlichen Sevier County, Tennessee, geboren, in den Great Smoky Mountains, die zu den Appalachen gehören. Sein Vater spielte amerikanische Volksmusik auf der Fiddle und dem Banjo. Als Kind erlernte Beecher Gitarre und Banjo und sang Gospel. Als Teenager spielte er bei Square-Dance-Veranstaltungen.
In den späten 1920er Jahren ging Kirby den Weg vieler Amerikaner aus den Appalachen und ging auf Arbeitssuche in den Norden der USA. In Flint, Michigan, arbeitete er bei Buick am Fließband. Sein Job fiel allerdings der Great Depression der 1930er Jahre zum Opfer.
Er nahm das Musizieren wieder auf und spielte bei informellen Square-Dance-Partys, die in den Wohnungen von Bekannten aus den Südstaaten veranstaltet wurden. Auf einer solchen Party traf er einen hawaiischen Gitarristen namens Rudy Waikiki.
Kirby erinnerte sich wie folgt daran: Das war das erste Mal, dass ich jemanden sowas wie meinen Stil spielen hörte. Er war ein echter hawaiischer Junge von den Inseln da, und er spielte so, und ich fand es toll. Ich ging auf die Partys, nur um ihn spielen zu sehen. Dann ging ich heim und nahm meine Gitarre und versuchte, dasselbe zu machen. Ich spielte einfach eine normale Gitarre, und so musste ich die Saiten etwas höher machen, mit einer Schraube unter den Saiten
Als die hawaiische Musik durch Musiker wie Sol Hoopii in Amerika populär wurde, kaufte Kirby seine erste Resonatorgitarre, ein Modell von National (später wechselte er zum Konkurrenzprodukt Dobro), und ging mit dieser Mode. Er spielte in Bars, Cafés und Biergärten. Er besuchte die Weltausstellung in Chicago von 1933, wo er in Clubs spielte und Fans sammelte. Einige der Clubs gehörten Al Capone.

### Rückkehr nach Tennessee
Auf der Suche nach geregelterer Arbeit zog Kirby im Jahr 1934 nach Knoxville. Unter dem Bühnennamen Pete Kirby spielte er mit lokalen Bands die Resonatorgitarre, darunter Roy Acuffs Crazy Tennesseans, aus denen später die Smoky Mountain Boys wurde. Acuff ging 1938 zur Grand Ole Opry, und Kirby wurde zusammen mit Acuffs Band am Neujahrstag 1939 ein Mitglied der Opry.
In der Acuff-Band wurde Kirby als Bashful Brother Oswald angekündigt, und er spielte die Rolle des älteren Bruders der Banjospielerin Rachel Veach, sodass in den Augen des Publikums sichergestellt war, dass die unverheiratete Veach durch ein Familienmitglied beaufsichtigt wurde. Kirby spielte seine neue Bühnenpersönlichkeit als Clownsgestalt mit einem weichen, breitkrempigen Hut, einer abgewetzten Latzhose, übergroßen Schuhen und einem brüllenden Lachen.
Bei den landesweiten Sendungen der Opry war Oswalds Spiel auf der Resonatorgitarre bei Stücken wie Old Age Pension Check eine Sensation. Das Instrument, entwickelt in den späten 1920ern, war immer noch recht neu. Oswald und die Acuff-Band traten im Hollywoodfilm Grand Ole Opry (Republic Pictures) auf, was dem Instrument größere Bekanntheit verschaffte. Die Leute konnten nicht begreifen, wie ich das spielte und was das überhaupt war, und sie wollten immer vorbeikommen und es angucken.
Oswald war auch Sänger – seine Tenorstimme kann auf Acuffs Hits Precious Jewel und Wreck on the Highway gehört werden.

### Die späteren Jahre
Oswald begann seine Karriere als Solist und Sessionmusiker in den 1960er Jahren.
Sein erstes nach ihm benanntes Album erschien 1962 auf Starday Records. Er ging 1970 zu Rounder Records, wo er bis zu Carry Me Back von 1999 ein halbes Dutzend Alben aufnahm.
Er spielte mit der Nitty Gritty Dirt Band auf Will the Circle Be Unbroken, einem Tribut an traditionelle Old-Time-Musiker aus Nashville, auf dem auch Acuff, Maybelle Carter, Earl Scruggs, Merle Travis, Vassar Clements und andere erschienen. Kirby erscheint hier in den Stücken The End of the World und seiner eigenen Komposition Sailin' to Hawaii als Solist.
Oswald was das einzige Mitglied der Smoky Mountain Boys von 1939, das zur Zeit von Acuffs Tod 1992 immer noch dabei war. Mit dem früheren Bandkollegen Charlie Collins bildete Oswald das Musikalische Comedy-Duo Os and Charlie, das als fester Programmpunkt des Opryland-Themenparks und in der Grand Ole Opry selbst war.
Er spielt auf dem Album The Great Dobro Sessions von 1994, auf dem auch andere Resonator-Gitarristen wie Mike Auldridge, Jerry Douglas, Josh Graves, Rob Ickes, Tut Taylor and Gene Wooten zu hören sind.
Die Gibson Guitar Corporation, Eigentümer der Resonatorgitarrenmarke Dobro, legte 1995 ein „Brother Oswald“ genanntes Modell auf, dass aber mittlerweile eingestellt wurde.
Oswald starb am 17. Oktober 2002 in seinem Haus in Madison (Tennessee) im Alter von 90 Jahren.

## Einzelbelege
1. ↑  That was when I first heard someone play something like my style. He was a real Hawaiian boy, from over in the islands, and he was playing this way and I loved it. I'd go to them parties just to watch him play. Then I'd go home and get my guitar and try to do the same thing. I was just playing a straight guitar and I had to raise the strings up, put a nut under the strings.
2. 1 2 3 4  Bashful Brother Oswald, Brad's Page of Steel, abgerufen am 13. November 2010.
3. ↑  Mark Humphreys: Bashful Brother Oswald. In: Paul Kingsbury (Hrsg.): The Encyclopedia of Country Music. Oxford University Press, New York, S. 30.
4. 1 2  Humphreys, S. 30.
5. ↑  People couldn't understand how I played it and what it was, and they'd always want to come around and look at it.
6. ↑   Dobro legend Beecher Bashful Brother Oswald Kirby: 1911–2002 (Memento vom 16. Mai 2008 im Internet Archive), Gibson Guitars, abgerufen am 9. Oktober 2007.
7. ↑   Brother Oswald (Memento vom 28. Oktober 2008 im Internet Archive), Gibson Guitar Corporation, gelesen 9. Oktober 2007 (nicht mehr im Web)

| Personendaten    | Personendaten                 |
| ---------------- | ----------------------------- |
| NAME             | Bashful Brother Oswald        |
| ALTERNATIVNAMEN  | Beecher Ray Kirby; Pete Kirby |
| KURZBESCHREIBUNG | US-amerikanischer Gitarrist   |
| GEBURTSDATUM     | 26. Dezember 1911             |
| STERBEDATUM      | 17. Oktober 2002              |
| STERBEORT        | Madison, Tennessee            |